# Apsilon

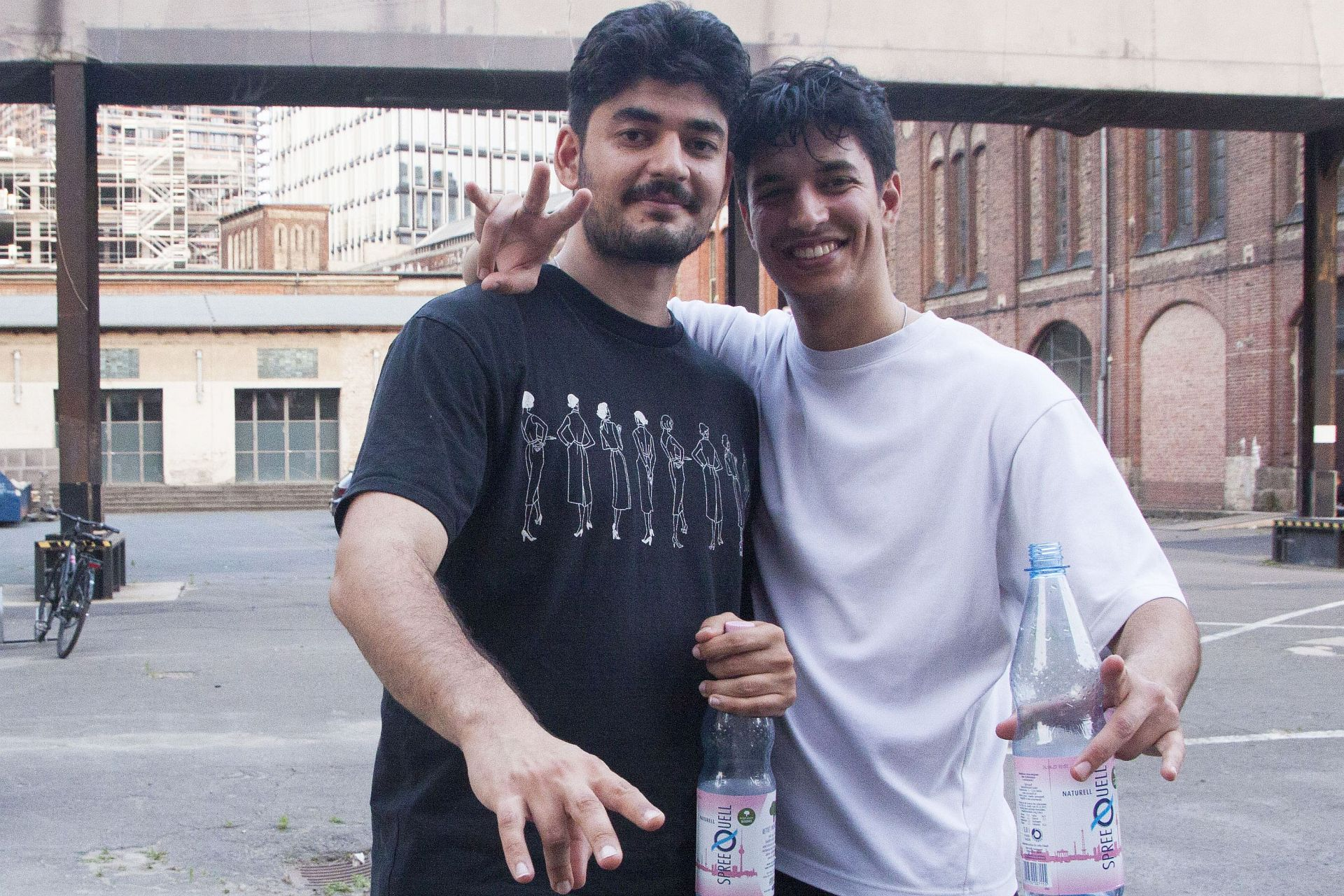
Apsilon (rechts) und sein jüngerer Bruder Arman (links), der für Apsilon auch produziert (2022)

Apsilon (* 4. April 1997 in Berlin-Schöneberg; bürgerlicher Arda Yolci) ist ein deutscher Rapper aus Berlin-Moabit.

## Leben und Karriere
Apsilon wurde in Berlin-Schöneberg geboren und wuchs in Berlin-Moabit auf. Seine Großeltern waren als türkische Gastarbeiter nach Deutschland gekommen. Etwa mit 14 Jahren fing er an, Texte zu schreiben. Er absolvierte das Abitur mit einem Durchschnitt von 1,2 und begann ein Studium der Medizin an der Charité.
Nachdem der Rapper und Musikproduzent Ahzumjot über Twitter auf ihn aufmerksam geworden war, veröffentlichte Apsilon 2021 mit der Doppelsingle Sport / Ich leb sein Debüt über Four Music. Es folgten weitere Singles und im Januar 2022 schließlich die EP Gast. Nach weiteren Singles mit den Berliner Rapper Xaver und der Rapperin Wa22ermann veröffentlichte er am 7. Oktober 2022 die 32 Zähne EP. Im Mai 2023 folgte die Blei EP, die ein Feature mit Luvre47 enthält. Im Oktober 2024 veröffentlichte Apsilon sein Debütalbum Haut wie Pelz, das Features mit Paula Hartmann, Boondawg, Blumengarten und Caney030 enthält.
Im Jahr 2021 hielt Apsilon einen TEDx-Vortrag zum Thema „Rassistische Normalität“ an der Universität Mannheim. Apsilon spielte 2022 unter anderem auf den Festivals Spektrum, Splash und About You Pangea Festival. In der Folge des ZDF Magazin Royale vom 17. November 2023 trat Apsilon mit seinem Song Baba auf.
Bei den Hiphop.de Awards 2023 erhielt Apsilon eine Auszeichnung in der Kategorie „Lyricist des Jahres National“.

## Stil und Texte
In seinen Texten beschäftigt sich Apsilon häufig mit politischen Themen. Viele seiner Texte sind gesellschaftskritisch und behandeln Themenkomplexe wie Rassismus und Kapitalismus. Diese werden von Apsilon aus einer linken Perspektive beleuchtet und kritisiert. Die Instrumentals sind zumeist dem Hip-Hop-Subgenre Trap zuzuordnen.

## Diskographie
Studioalben
- 2024: Haut wie Pelz (Four Music)

EPs
- 2022: Gast (Four Music)
- 2022: 32 Zähne EP (Four Music)
- 2023: Blei EP (Four Music)

Singles (Auswahl)
- 2021: Sport
- 2021: Kes
- 2021: Sonne Gold
- 2022: Problem
- 2022: BLBH (mit Wa22ermann)
- 2022: Zahnfleisch (mit Xaver)
- 2023: Blaurot (mit Wa22ermann)
- 2023: Ein Fuß vor den anderen (mit Bazzazian)
- 2023: Zufall
- 2023: 90 Kilo (mit Luvre47)
- 2023: Baba
- 2024: Grau (mit Paula Hartmann; #11 der deutschen Single-Trend-Charts am 30. August 2024[14])

## Belege
1. ↑  Apsilon – Sommermärchen*. Abgerufen am 11. August 2025.
2. 1 2  Negar Ghalamzan: "Man merkt, dass was falsch läuft!" Rapper Apsilon über Chancengleichheit. Germania, 13. Juli 2022, abgerufen am 13. März 2023.
3. 1 2 3 4  Simon Schwarz: Rapper Apsilon aus Moabit: „Warum sollte ich ein braver Deutscher sein wollen?“ Der Tagesspiegel, 30. März 2022, abgerufen am 13. März 2023.
4. 1 2 3  Katharina Liedtke: Rapper Apsilon im Gespräch: „Man muss nicht immer Akzeptanz haben“. Musikexpress, 2. März 2022, abgerufen am 13. März 2023.
5. ↑  Micha Wagner: Apsilon und Wa22ermann fühlen "Bisschen Liebe, bisschen Hass". Diffus, 1. Juli 2022, abgerufen am 13. März 2023.
6. ↑  Nico Maturo: Apsilon rüttelt an falsch verankerten Prinzipien einer ausgrenzenden Gesellschaft. Mostdope, 11. Oktober 2022, abgerufen am 22. Mai 2023.
7. ↑  Apsilon - Blei EP. 26. Mai 2023, abgerufen am 18. August 2023.
8. ↑  Talks 2021 – TEDxUniMannheim. Abgerufen am 19. März 2023.
9. ↑  Apsilon Tourdaten - Festivals & Konzerte 2022. Abgerufen am 15. März 2023.
10. ↑  About You Pangea Festival 2022. Abgerufen am 15. März 2023.
11. ↑  ZDF Magazin Royale vom 17. November 2023 auf zdf.de, vom 17. November 2023, abgerufen am 18. November 2023
12. ↑  Lyricist des Jahres. In: Hiphop.de auf Instagram. 25. Januar 2024, abgerufen am 25. Januar 2024.
13. ↑  Chartquellen: DE CH
14. ↑  Single Trending Charts. In: mtv.de. GfK Entertainment, 30. August 2024, abgerufen am 30. August 2024.

| Personendaten    | Personendaten     |
| ---------------- | ----------------- |
| NAME             | Apsilon           |
| ALTERNATIVNAMEN  | Yolci, Arda       |
| KURZBESCHREIBUNG | deutscher Rapper  |
| GEBURTSDATUM     | 4. April 1997     |
| GEBURTSORT       | Berlin-Schöneberg |